# Nepenthes thai
Nepenthes thai là một loài nắp ấm thuộc họ Nắp ấm. Đây là loài bản địa Thái Lan, nơi nó mọc ở độ cao 500-600 mét trên mực nước biển.